# Leonardo Maltese
Leonardo Maltese (Ravenna, 28 ottobre 1997) è un attore italiano.

## Biografia
Leonardo Maltese è nato a Ravenna nel 1997, da padre siciliano e madre inglese. Dopo aver studiato in Inghilterra, si è trasferito a Roma dove ha frequentato l'Accademia teatrale di Roma Sofia Amendolea. Ha debuttato nel 2022, interpretando Ettore Tagliaferri nel film di Gianni Amelio Il signore delle formiche. Il film, presentato in concorso alla 79ª Mostra internazionale d'arte cinematografica di Venezia, racconta la storia dello scrittore Aldo Braibanti, interpretato da Luigi Lo Cascio, protagonista del cosiddetto "caso Braibanti". Per il film, alla Mostra internazionale d'arte cinematografica di Venezia, è stato premiato con il premio Nuovo Imaie Talent Award. Nel 2023, ha interpretato Edgardo Mortara da giovane nel film di Marco Bellocchio Rapito, presentato al Festival di Cannes 2023. Alla premiazione dei Nastri d'argento 2023, ha vinto il Premio Guglielmo Biraghi per la sua interpretazione nei film Il signore delle formiche e Rapito. Nel 2025 invece interpreta Giacomo Leopardi nella miniserie Rai Leopardi - Il poeta dell'infinito. Inoltre interpreterà lo stilista Gianni Versace nel film di Mimmo Calopresti, I Versace.
Nel 2020 lancia anche il suo primo singolo, Tourmalet, e il primo EP, Salmoni, con il nome d'arte di Leo Fulcro. Pubblica il primo album nel 2021, intitolato Il Mondo che Cambia, e continua a fare musica negli anni successivi arrivando alla pubblicazione del secondo EP, Boy on Earth, nel 2024.

## Filmografia

### Cinema
- Il signore delle formiche, regia di Gianni Amelio (2022)
- Rapito, regia di Marco Bellocchio (2023)
- Gianni Versace: L'imperatore dei Sogni, regia di Mimmo Calopresti (2023)
- L'abbaglio, regia di Roberto Andò (2025)

#### Televisione
- Leopardi - Il poeta dell'infinito, regia di Sergio Rubini – miniserie TV (2025)

## Discografia

### Album in studio
- 2021 - Il Mondo Che Cambia

### EP
- 2020 - Salmoni
- 2024 - Boy on Earth

### Singoli
- 2020 - Tourmalet
- 2020 - Ti Scriverei
- 2021 - Babilonia
- 2021 - Incubo
- 2021 - Tutto Bene
- 2022 - Scegli Me
- 2023 - Yin e Yang
- 2023 - La Mappa
- 2024 - Spy Kids (feat. GIOVAPIÙGIOVA)
- 2024 - Everyday

## Riconoscimenti
- David di Donatello
  - 2023 - David Rivelazioni Italiane[19]
- Nastro d'argento
  - 2023 - Premio Guglielmo Biraghi per Rapito[20]
- Nastri d'argento - Grandi Serie
  - 2025 - Candidatura al miglior attore protagonista per Leopardi - Il poeta dell'infinito
- Mostra internazionale d'arte cinematografica di Venezia
  - 2022 - Nuovo Imaie Talent Award per Il signore delle formiche[21]
- Ciak d'oro
  - 2022 - Candidatura alla rivelazione dell'anno per Il signore delle formiche